# Список послов СССР и России в Замбии
В статье представлен список послов СССР и России в Замбии.
- 29—30 октября 1964 г. — установление дипломатических отношений на уровне посольств.

## Список послов
| Срок полномочий                   | Посол                            | Годы жизни | Вручение верительных грамот | Комментарии                  |
| --------------------------------- | -------------------------------- | ---------- | --------------------------- | ---------------------------- |
| СССР                              |                                  |            |                             |                              |
| 4 марта 1965 — 10 июня 1970       | Сергей Александрович Слипченко   | 1918—1991  | 24 марта 1965               |                              |
| 10 июня 1970 — 23 июня 1976       | Дмитрий Захарович Белоколос      | 1912—1993  | 9 октября 1970              |                              |
| 23 июня 1976 — 11 июля 1981       | Василий Григорьевич Солодовников | 1918—2018  | 10 августа 1976             |                              |
| 11 июля 1981 — 10 июня 1985       | Владимир Иванович Чередник       | 1926—1987  | 21 сентября 1981            |                              |
| 10 июня 1985 — 11 мая 1987        | Вениамин Андреевич Лихачёв       | род. 1921  |                             |                              |
| 11 мая 1987 — 14 августа 1990     | Олег Семёнович Мирошхин          | род. 1928  |                             |                              |
| 14 августа 1990 — 25 декабря 1991 | Эйжен Антонович Поч              | род. 1939  |                             |                              |
| Российская Федерация              |                                  |            |                             |                              |
| 25 декабря 1991 — 31 декабря 1992 | Эйжен Антонович Поч              | род. 1939  |                             |                              |
| 31 декабря 1992 — 16 декабря 1996 | Михаил Николаевич Бочарников     | род. 1948  |                             |                              |
| 4 июля 1997 — 28 августа 2001     | Владимир Лукьянович Бойко        | 1938—2020  |                             |                              |
| 28 августа 2001 — 10 октября 2005 | Владимир Дмитриевич Дорохин      | род. 1948  |                             |                              |
| 10 октября 2005 — 31 июля 2008    | Анвар Сарварович Азимов          | род. 1950  |                             |                              |
| 6 октября 2008 — 26 ноября 2012   | Борис Николаевич Малахов         | 1953—2012  | 22 января 2009              |                              |
| 26 ноября 2012 — 3 июля 2013      | Андрей Иванович Столяров         | 1964—      |                             | Временный поверенный в делах |
| 3 июля 2013 — 31 октября 2019     | Константин Петрович Кожанов      | род. 1960  | 7 ноября 2013               |                              |
| 31 октября 2019 — 20 января 2021  | Александр Вилович Болдырев       | 1955—2021  | 12 декабря 2019             |                              |
| 20 января — 7 декабря 2021        | Дмитрий Станиславович Юдин       |            |                             | Временный поверенный в делах |
| 7 декабря 2021 — настоящее время  | Азим Алаудинович Ярахмедов       | род. 1960  | 5 мая 2022                  |                              |